# Néblon-le-Moulin
Néblon-le-Moulin est un lieu-dit sur la route nationale 653, entre Jenneret et Néblon-le-Pierreux (province de Liège en Belgique). Administrativement situé dans la commune d'Ouffet il est déjà mentionné dans l'ancienne Carte de Ferraris car le moulin du Néblon (avec son bief) avait déjà une grande importance.  Le moulin donna son nom au lieu-dit et en est d'ailleurs la seule habitation. Aujourd'hui le site de Néblon-le-Moulin est surtout connu pour son captage d'eau.

## Situation
Ce lieu-dit du sud du Condroz se situe sur la rive gauche du Néblon, un affluent de l'Ourthe, à proximité du village de Jenneret (commune de Durbuy), et distant de 4 km de Néblon-le-Pierreux auquel il est associé par le nom. (à 3,5 km au sud d'Ouffet et à 7 km à l'ouest de Hamoir). 
On y trouve également un site d'extraction de roches de grès.

## Captage des eaux du Néblon
Le captage d'eau potable du Néblon, réalisé dans la première partie du XXe siècle est constitué de six galeries creusées non loin du Néblon dans la commune de Ouffet,.  Elles totalisent environ 600 mètres de développement et captent les eaux d'une nappe phréatique estimée à 55 millions de mètres cubes qui s'étend sur 66 kilomètres carrés.  Les trois galeries principales s'appellent la Principale, de Tinkou et Communale; les trois autres, Astrid, du Bois et des Peupliers.  C'est le second captage en importance de la région liégeoise après le captage de Hesbaye (voir Fontaines Roland).  Exploité par la Compagnie intercommunale liégeoise des eaux (C.I.L.E.), il produit 6,8 millions de mètres cubes par an d'une eau souterraine beaucoup plus dure (37 °f) mais jugée de meilleure qualité que les eaux de surface des lacs d'Eupen et de la Gileppe,.